# Mikulin AM–35
A Mikulin AM–35 az 1930-as évek végén a Szovjetunióban kifejlesztett V12 hengerelrendezésű, centrifugál-feltöltővel és töltőlevegő-visszahűtővel ellátott folyadékhűtésű repülőgépmotor. Az AM–34FRN motorból fejlesztették ki Alekszandr Mikulin főkonstruktőr irányításával. Felépítésében és konstrukciójában hasonlít az Il–2-es csatarepülőgépen alkalmazott AM–38 motorhoz. A MiG–1 és MiG–3 vadászrepülőgépeken, valamint korlátozott számban a Pe–8 nehézbombázón alkalmazták. Az Il–2 prototípusába is AM–35 motort építettek. Sorozatgyártása a Kujbisevi Motorgyárban folyt 1941 végéig.

## Műszaki adatai
- Furat: 160 mm
- Löket: 190 mm
- Hengerűrtartalom: 46,66 l
- Hossz: 2402 mm
- Szélesség: 866 mm
- Magasság: 1089 mm
- Száraz tömeg: 830 kg
- Maximális teljesítmény: 993 kW (1350 LE) 2050 1/perc fordulatszámon
- Kompresszióviszony: 7:1

## Alkalmazása
- Il–2
- MiG–1
- MiG–3
- Pe–8

## Külső hivatkozások
- http://www.airpages.ru/mt/am35.shtml